# Madeline Stuart
Madeline Stuart, född 13 november 1996 i Brisbane, är en australisk fotomodell med Downs syndrom. Hon har bland annat gått på catwalken vid New York fashion week, Paris fashion week och London fashion week. Stuart, som är världens första professionella fotomodell med Downs syndrom, har fotograferats för Vogue.

## Bildgalleri

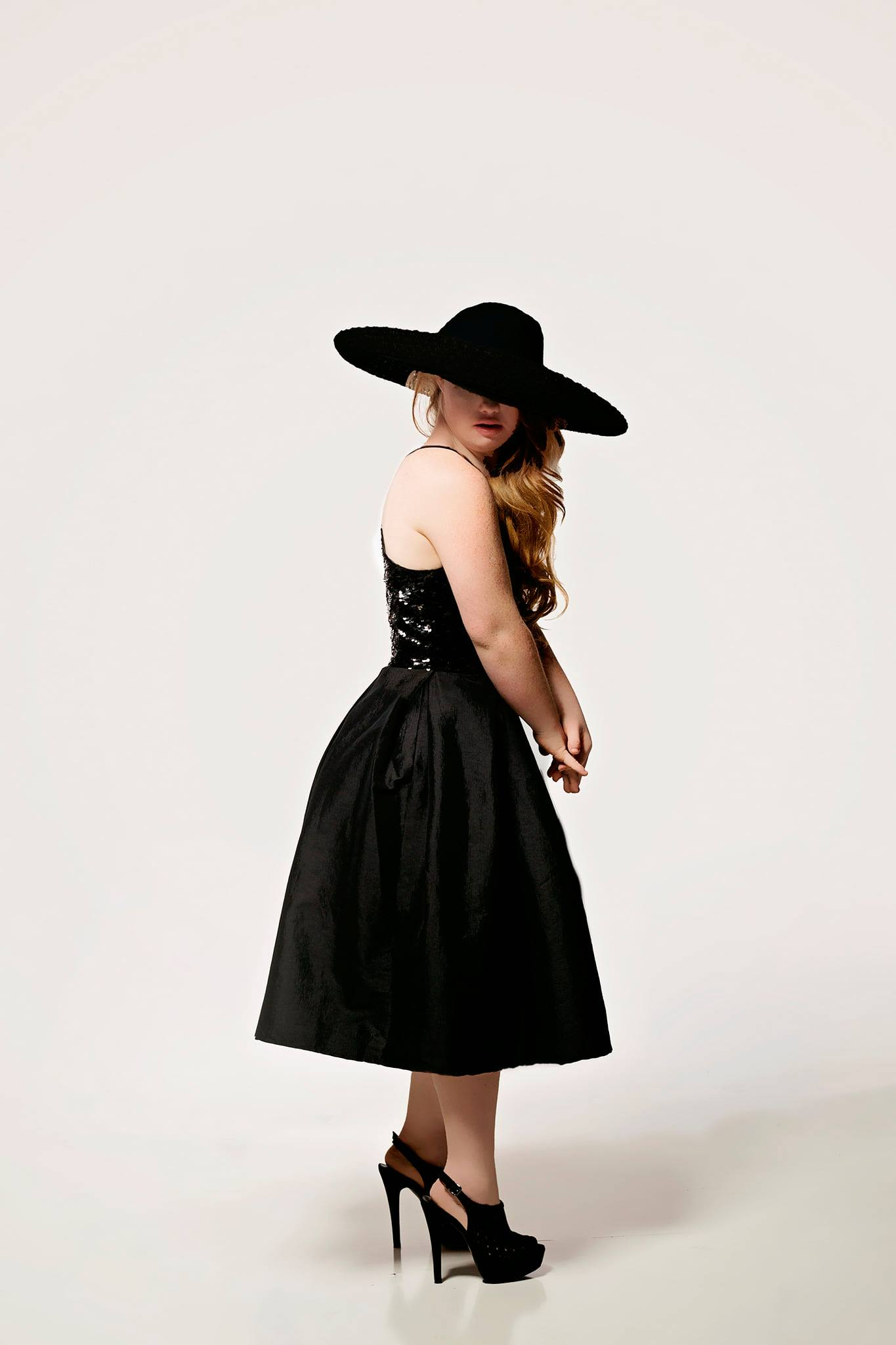
Madeline Stuart 2020.
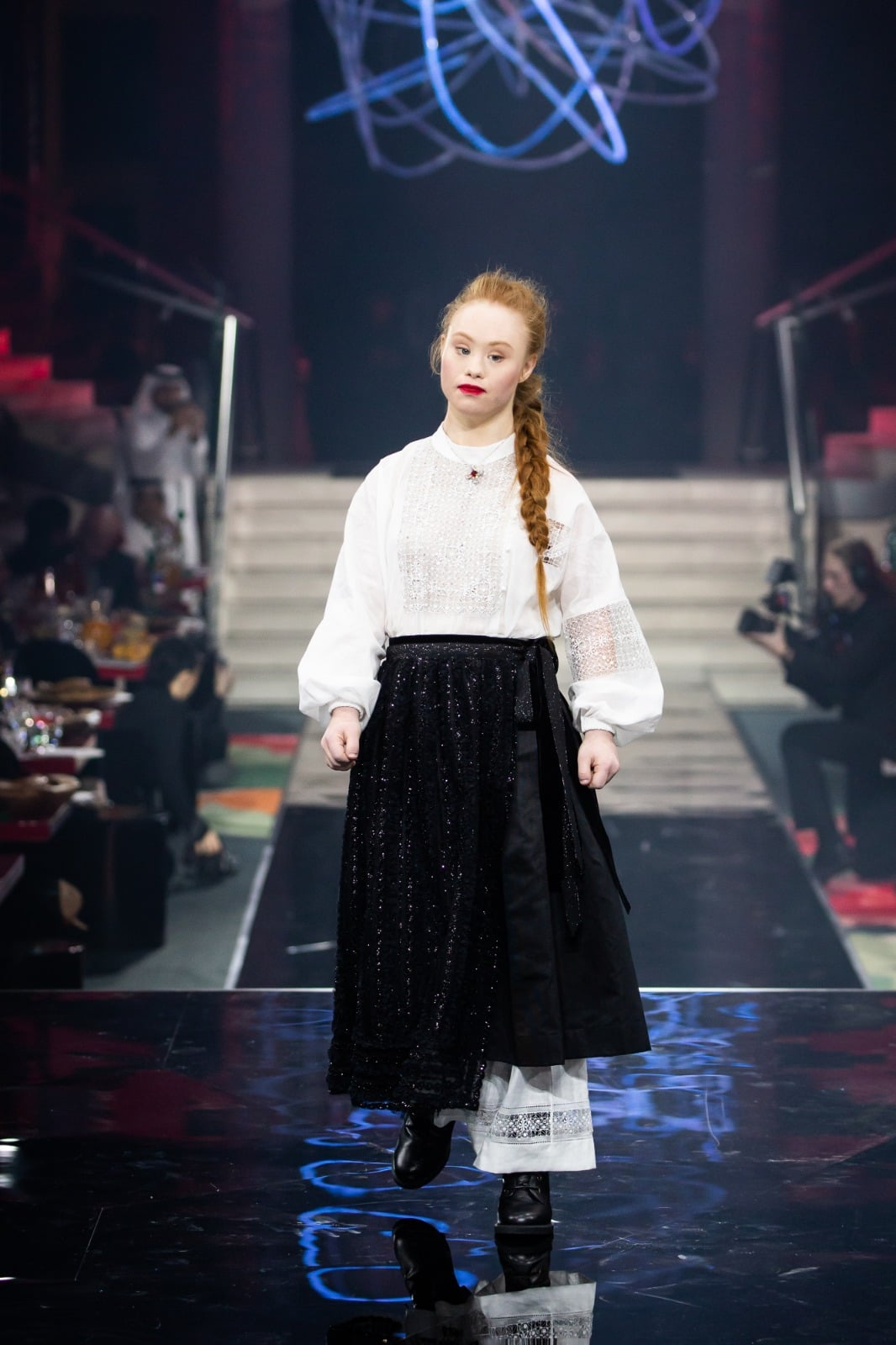
Madeline Stuart på catwalken 2019.